# Mato Jajalo
Mato Jajalo (ur. 25 maja 1988 w Jajcach) – chorwacki piłkarz, pomocnik, zawodnik US Palermo.

## Kariera

### Slaven Belupo
Jako junior występował w Kickers Offenbach i Slaven Belupo, a 21 lipca 2007 w meczu z Osijekiem zadebiutował w pierwszej lidze chorwackiej. 4 sierpnia tego samego roku w meczu z Dinamem Zagrzeb strzelił pierwszego gola w zawodowej karierze. W sezonie 2008/09 rozegrał 32 mecze w lidze oraz zdobył cztery bramki, a w kolejnym wystąpił w 30 spotkaniach i strzelił tyle samo goli.

### Siena
W czerwcu 2009 za 1,6 miliona euro został przetransferowany do włoskiej Sieny. W sezonie 2009/10 rozegrał 25 spotkań w Serie A i nie zdobył żadnej bramki.

### Köln
2 lipca 2010 został wypożyczony na jeden sezon do Köln z opcją pierwokupu. W czerwcu 2011 został wykupiony przez niemiecki klub.

### Sarajevo
W lutym 2014 został wypożyczony na pół roku do FK Sarajevo.

### Rijeka
W czerwcu 2014 podpisał dwuletni kontrakt z HNK Rijeka z możliwością przedłużenia o kolejne dwa.

### Palermo
W styczniu 2015 podpisał czteroipółletni kontrakt z US Palermo.

### Reprezentacyjna
Jajalo rozegrał 21 meczów i zdobył cztery gole w reprezentacji Chorwacji U-21. Był także jej kapitanem. W dorosłej reprezentacji zadebiutował 12 listopada 2014 w przegranym 1:2 meczu towarzyskim z Argentyną. W lipcu 2016 FIFA zezwoliła mu na występy w kadrze Bośni i Hercegowiny, w której zadebiutował 7 października 2016 w przegranym 0:4 meczu eliminacji do Mistrzostw Świata 2018 z Belgią.